# 莱克河
51°53′25″N 4°37′54″E / 51.89034°N 4.63156°E
萊克河（荷蘭語：Lek，發音：[lɛk]）位於荷蘭中部之河流，萊茵河下游右岸支流。從迪爾斯泰德附近韋克起向西南流64公里到莱克河畔克林彭附近止，全線通航。在弗雷斯韋克和菲亞嫩附近被梅爾韋德運河橫切。與諾德河交匯於金德代克。

## 外部連結
- Pictures of the river Lek
- Uitgeverij Filatop - Nieuw Lekkerland